# Wilhelm Hansens Musikforlag
Wilhelm Hansens Musikforlag är ett danskt musikförlag, grundat 1859 av Jens Wilhelm Hansen (1821-1904) och sedan fortsatt under större former av sönerna Jonas Wilhelm Hansen (1850-1919) och Alfred Wilhelm (1854-1923). Det övertogs senare av Alfred Wilhelms söner Asger Wilhelm Hansen (född 1889) och Svend Wilhelm Hansen (född 1890). 1879 uppgick musikförlagen C. C. Lose och Horneman og Erslev samt Hofmusikhandeln i firman, och man upprättade även filialer i Leipzig, Stockholm, Göteborg, Malmö, Oslo och Bergen. Företaget inrättade även ett eget nottryckeri och var fram till 1920-talet absolut ledande inom dansk musikförläggarverksamhet. Wilhelm Hansens Musikförlag har även utgett en mängd musik från olika länder.